# Catocala elocata
Стрічкáрка тополéва (Catocala elocata) — метелик з родини еребід.

## Зовнішній вигляд
Метелик має 61–88,5 мм розмах крил; довжина переднього крила — 36—42 мм. Передні крила мають складний візерунок: бурувато-сірий, із численними хвилястими поперечними смугами та лініями. Задні крила червоні, з широкою чорною каймою та чорною перев'яззю; зовнішній край чорний, поблизу зовнішнього кута невеличка червона пляма. Торочка передніх крил буро-сіра, задніх — біла. Ноги в густих і довгих білувато-сірих волосках.
Яйце 0,9—1,2 х 0,6—0,7 мм, темне, червонувато-сіре, з широкою пурпуровою смугою, розділеною білувато-жовтою смужкою. Повздовжніх реберець — 32-38, поперечних — 40. Скан-фото яєць див.. Доросла гусениця — 46—73 мм завдовжки, від попелястого до коричнево-сірого забарвлення, із темними штрихами;знизу світло-жовта, з коричневими плямами. Голова жовта, із темно-коричневим рисунком. Дихальця сірі, облямовані світло-жовтим. Лялечка — 28—33 мм завдовжки, червонувато-коричнева з синюватим нальотом.

## Поширення
Ареал виду охоплює майже всю Палеарктику: на півночі він доходить до Швеції та Архангельська, на півдні — від Північної Африки до Середньої Азії та Алтаю. Вид звичайний по всій Україні

## Спосіб життя
Імаго літають вночі, з початку липня (в Криму й Закарпатті — з червня) і до жовтня включно. Їх можна зустріти в заплавних та байрачних лісах, парка, садах, лісосмугах. Самиця один-два рази відкладає яйця, по 22—63 яйця у кладці. Яйця зимують. Зародковий розвиток триває 10—17 діб. Гусениця годується листям на деревах та кущах з родини вербових: на тополі, вербі, осиці. Розвиток гусені відбувається з травня до початку липня, загалом 34—37 діб. Зрілі гусениці заляльковуються в нещільному коконі між листками, в дуплах, щілинах кори.

## Значення в природі та житті людини
Подібно до інших біологічних видів, тополева стрічкарка є невід'ємною ланкою природних екосистем — споживаючи рослинні тканини і стаючи здобиччю тварин — хижаків та паразитів. Зокрема, у яйцях метелика паразитує трихограма бура (Trichogramma evanescens Westw.).
У 1970-х роках реєструвалися певні пошкодження гусеницями тополевої стрічкарки степових лісів та лісонасаджень.
Вид занесений до «Червоного списку» Баварії, Червоних книг Алтаю та
Воронезької області Росії